# Julián Martínez Ricart
Julián Martínez Ricart (Sogorb, 19 de juny de 1817 - 1884) fou un advocat i polític valencià, diputat a Corts durant el sexenni democràtic.

## Biografia
Es llicencià en dret a la Universitat de València el 1839, i el 1840 assolí una càtedra que abandonà el 1841, quan fou nomenat diputat per Sogorb a la Diputació de Castelló fins al 1843 pel Partit Progressista. També fou capità de caçadors de la Milícia Nacional a Sogorb.
Durant la dècada moderada participà en totes les revoltes progressistes, raó per la qual el 1848 fou bandejat a Albacete. Participà activament en la revolució de 1854 i fou nomenat diputat provincial i alcalde de Sogorb, càrrec des del qual impulsà la formació del Sindicat de Regants. Tanmateix, el capità general de València el va apartar de tots els seus càrrecs l'agost de 1856. Tornà a ser regidor de Sogorb entre 1862 i 1866, i el 1867 fou acusat de conspiració, bé i que no fou condemnat.
Durant la revolució de 1868 fou president de la Junta Revolucionària de Sogorb, i alcalde novament el 1869; des del seu càrrec va evitar una insurrecció carlina. A les eleccions generals espanyoles de 1869 fou elegit diputat per Sogorb, i fou un dels diputats que votà a favor de la candidatura al tron d'Amadeu de Savoia. Després fou nomenat fiscal del Tribunal Suprem d'Espanya, càrrec que fou obligat a abandonar durant la restauració borbònica.